# مینیاترک
مینیاترک(پارک مینیاتوری ترکیه)
در تاریخ ۳۰ ژوئن ۲۰۰۱ کار ساخت مجموعه مینیاترکبه عنوان اولین پارک مینیاتوری ترکیه آغاز و در ۲ می ۲۰۰۳ با مراسمی رسمی توسط رئیس جمهور ترکیه یعنی اردوغان افتتاح شد.
در مجموع مساحت مجموعه ۶۰٫۰۰۰ متر مربع است که این فضا به قسمت‌های مختلف تقسیم شده. ۱۵٫۰۰۰ متر مربع قسمت ماکت‌ها، ۴۰٫۰۰۰ متر مربع فضای سبز، ۳٫۵۰۰ متر مربع فضای پوشیده شامل مغازه و رستوران، ۲٫۰۰۰ متر مربع استخر و فضای آبی و پارکینگی به ظرفیت ۵۰۰ خودرو.
کار ساخت مجموعه که به صورت زیر پروژه‌های هم‌زمان انجام گرفت با تکمیل شدن در مدت زمان کوتاه ۲۲ ماه عنوان سریع‌ترین پروژه شهر مینیاتوری دنیا را برای خود کسب کرد.
پارک مینیاتوری ترکیه یا مینیاترککه در کل شامل ۱۲۸ ماکت است آثار خود را از مرزهای جغرافیایی امروز ترکیه و مرز جغرافیایی زمان عثمانی انتخاب کرده بدین شرح که ۵۹ اثر از استانبول، ۵۷ آثار از آناتولی و ۱۲ اثر از بناهایی که روزگاری در مرزهای عثمانی بودند ولی امروزه جزو ترکیه نیستند انتخاب شده. اندازه ماکت‌ها به نسبت ۲۵/۱ نمونه واقعی خود و از جنس ماده‌ای صنعتی به نام پلی‌یورتان ساخته شده بطوریکه در مقابل شرایط آب و هوایی استانبول کاملاً مقاوم است.

#### از آثار به ساخته شده در این نمایشگاه می‌توان به موارد زیر اشاره کرد
مسجد ایاصوفیه، مسجد سلیمیه، قلعه روملی حصار، برج گالاتا، شهر تاریخی سافران‌بولو، صومعه سوملا، مسجد قبةالصخره، مجسمه‌های کوه نمرود، معبد آرتمیس، آرامگاه هالیکارناسوس، قلعه اجیاد.
این‌ها تنها نمونه کوچکی از آثار موجود در نمایشگاه هستند که همگی نشانگر قدمت و اهمیت تمدن ترکیه در گذشته و کنون است.
سعی شده حداقل یک اثر از هر تمدن و حکومتی که زمانی بر خطه آناتولی فرمانروایی داشته و اثری از خود به جای گذاشته انتخاب شود.
نمایشگاه آثار مهم از دوران باستان تا دوران بیزانس، از دوران سلجوقی تا دوران عثمانی تاریخ ۳۰۰۰ ساله کشور ترکیه را دور هم در کنار خلیج شاخ طلایی استانبول گردآوری کرده.
در مینیاترک علاوه بر نمایشگاه روباز ماکت‌های مینیاتوری، امکانات دیگری برای رفاه حال زیارت کنندگان خصوصاً کودکان در نظر گرفته شده. از امکانات می‌توان به آمفی تائتر سرپوشیده به ظرفیت ۴۰۰ نفر، مغازه‌های کادویی و صنایع دستی، شبیه‌ساز پرواز با هلیکوپتر، زمین بازی مخصوص کودکان، قایق رانی، شهر بازی مینی لند، قطار گردشگری که دور پارک می‌گردد، درخت قصه گو، استادیوم ۴ تیم برتر ترکیه و زمین شطرنج و هزار تو اشاره کرد.

## نگارخانه

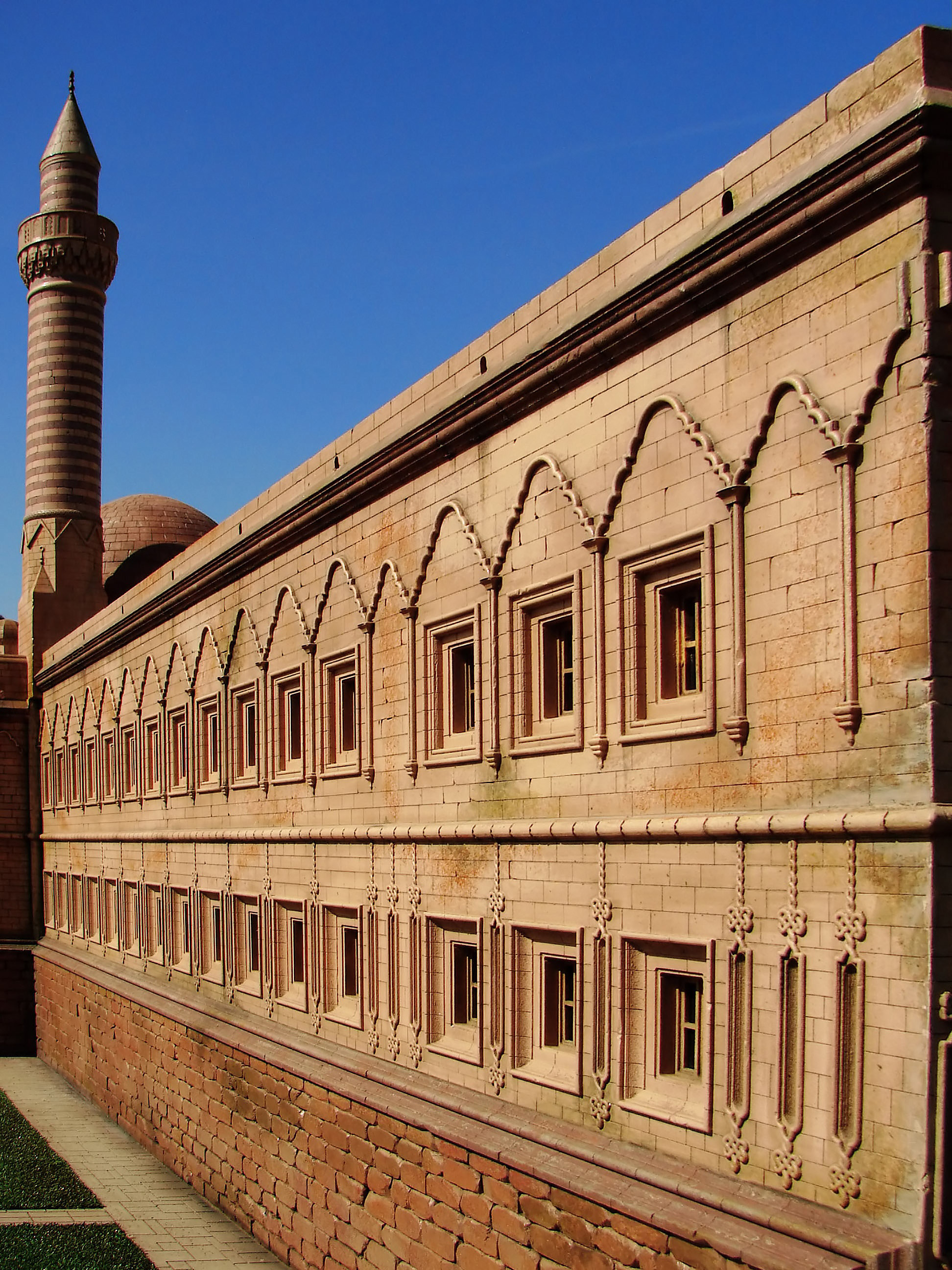
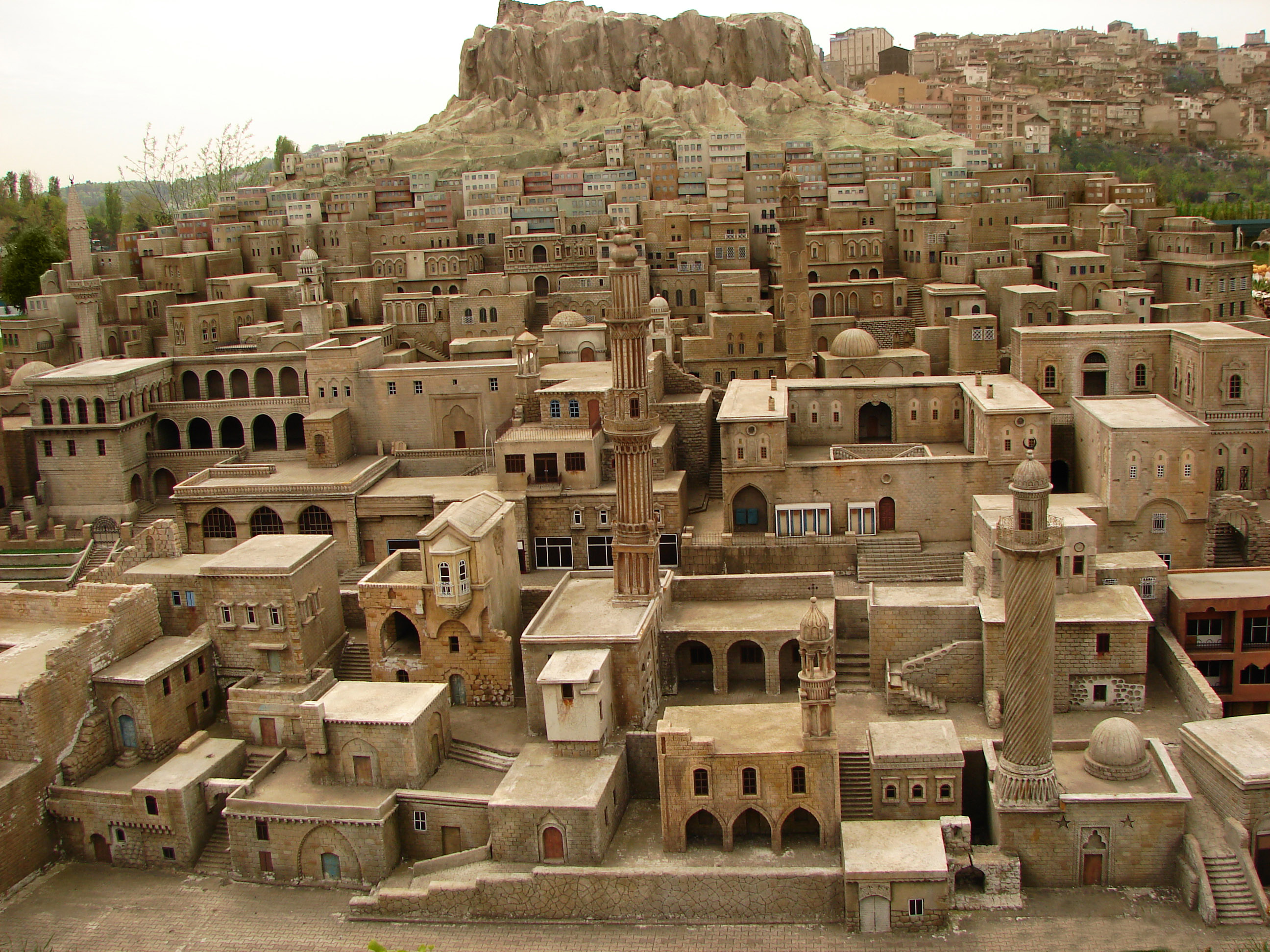
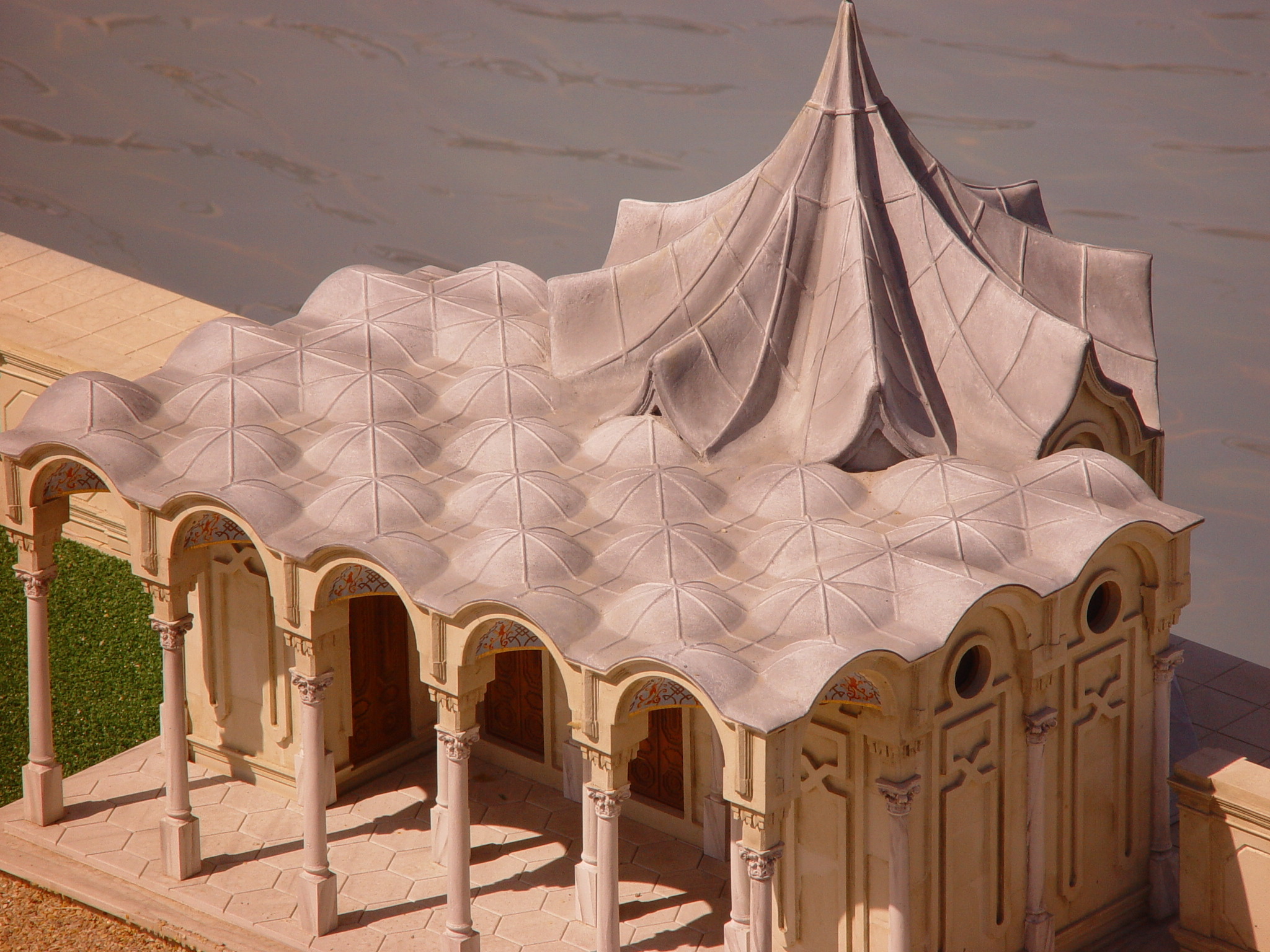
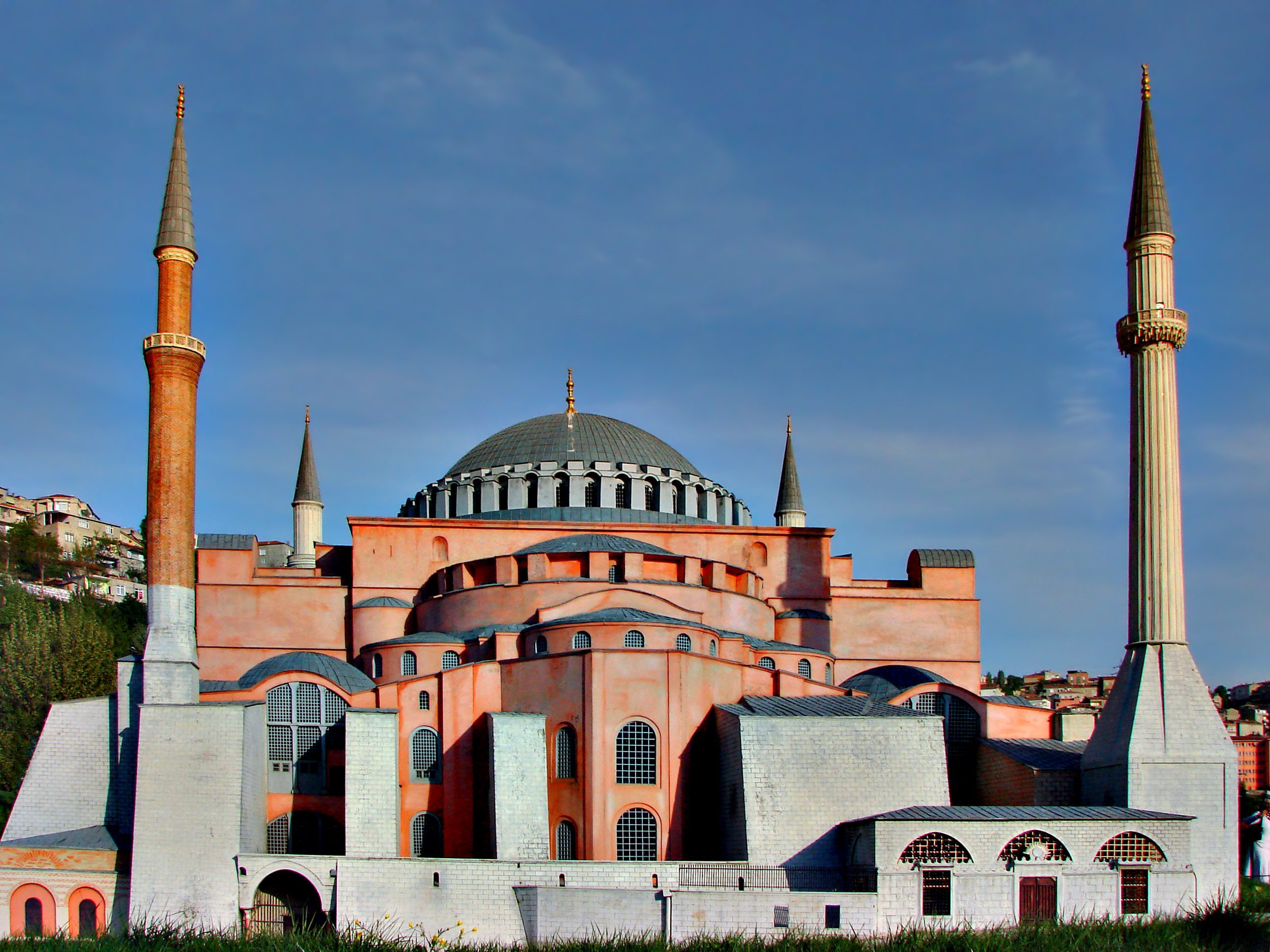
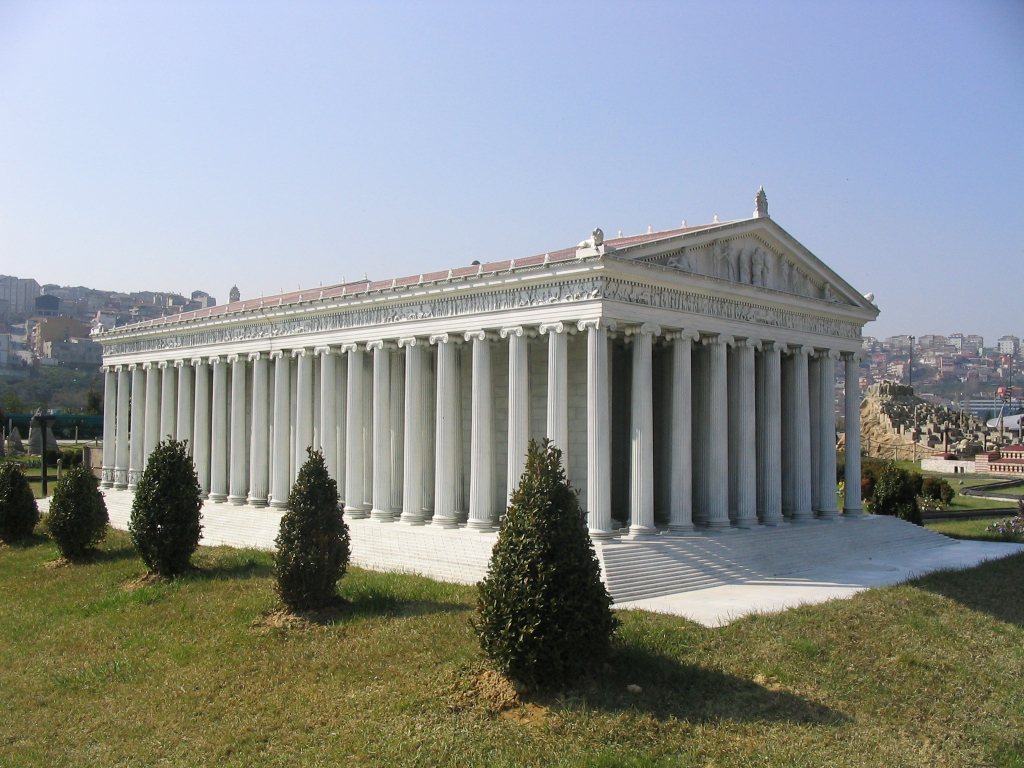
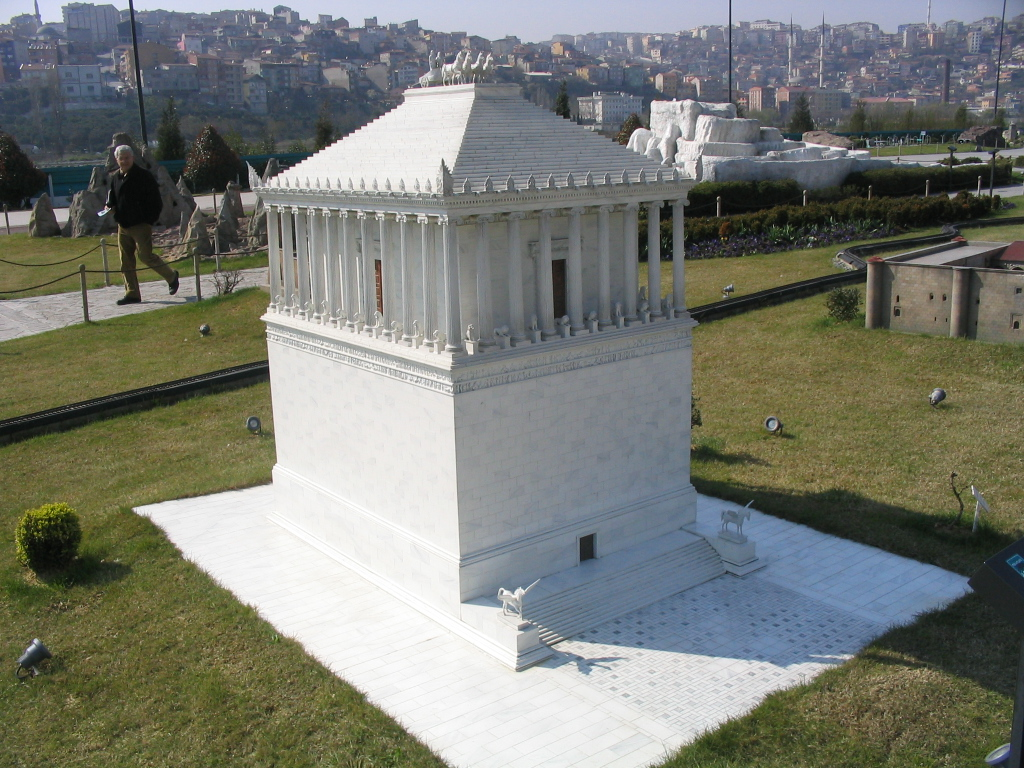
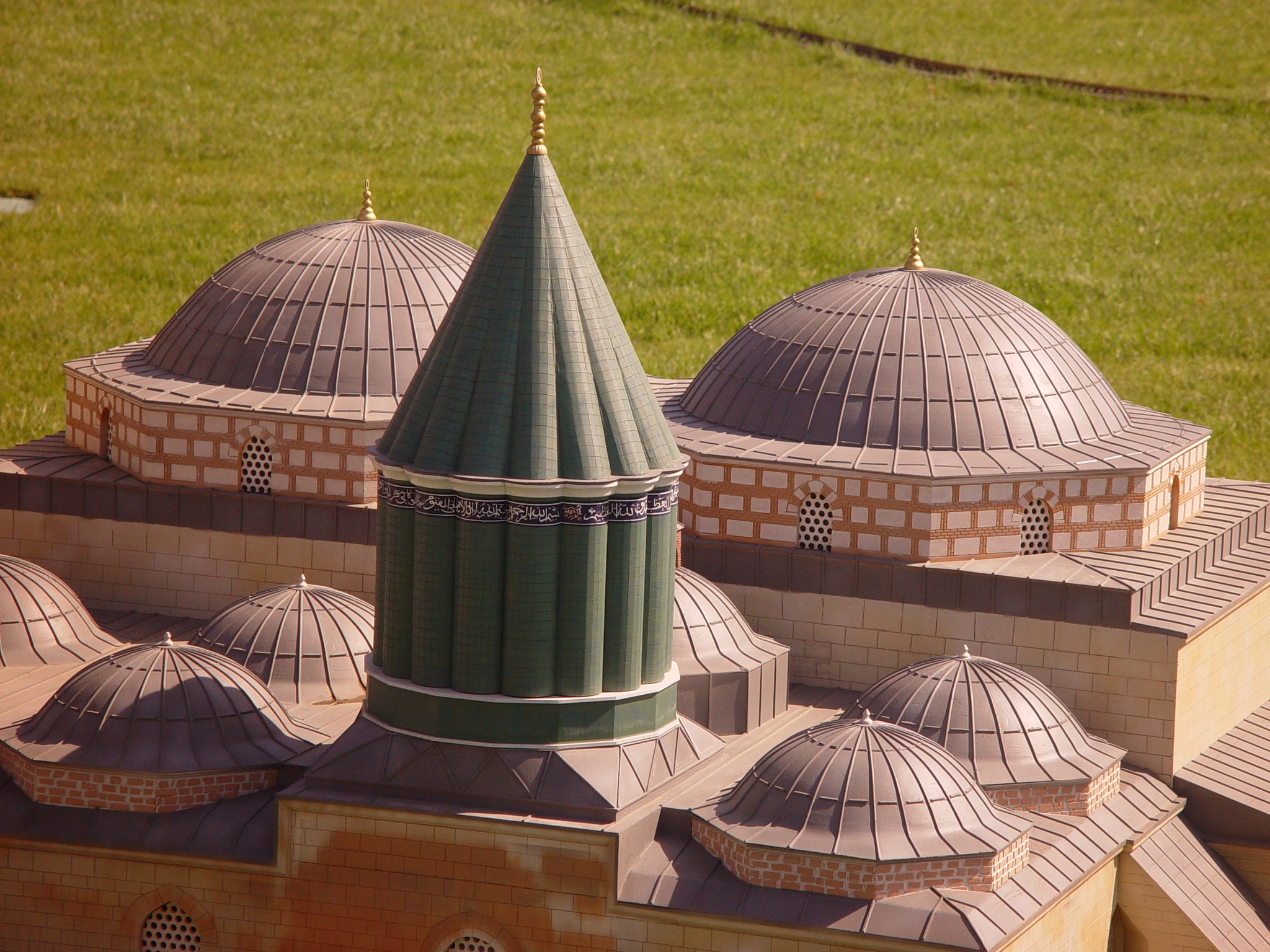
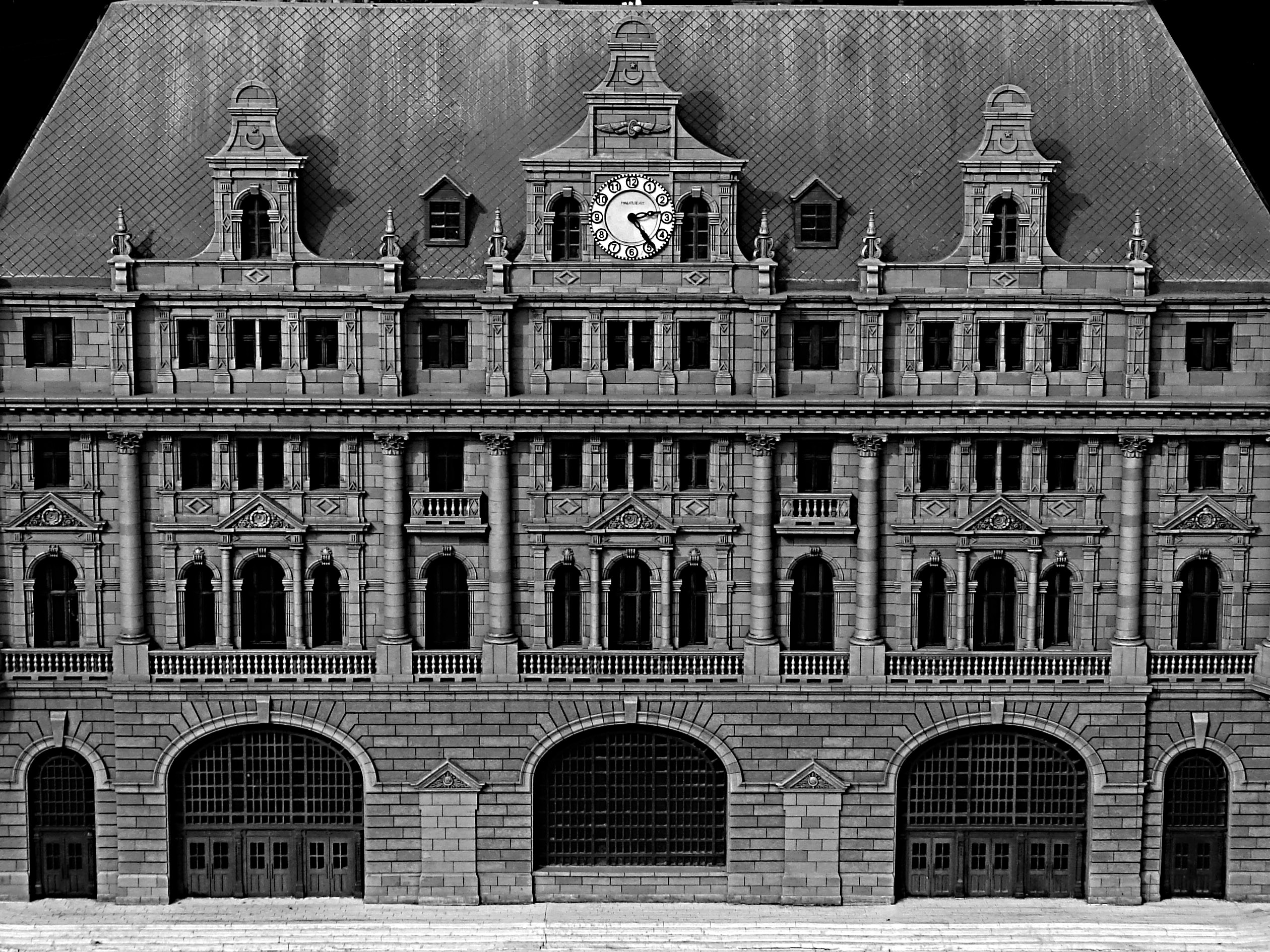
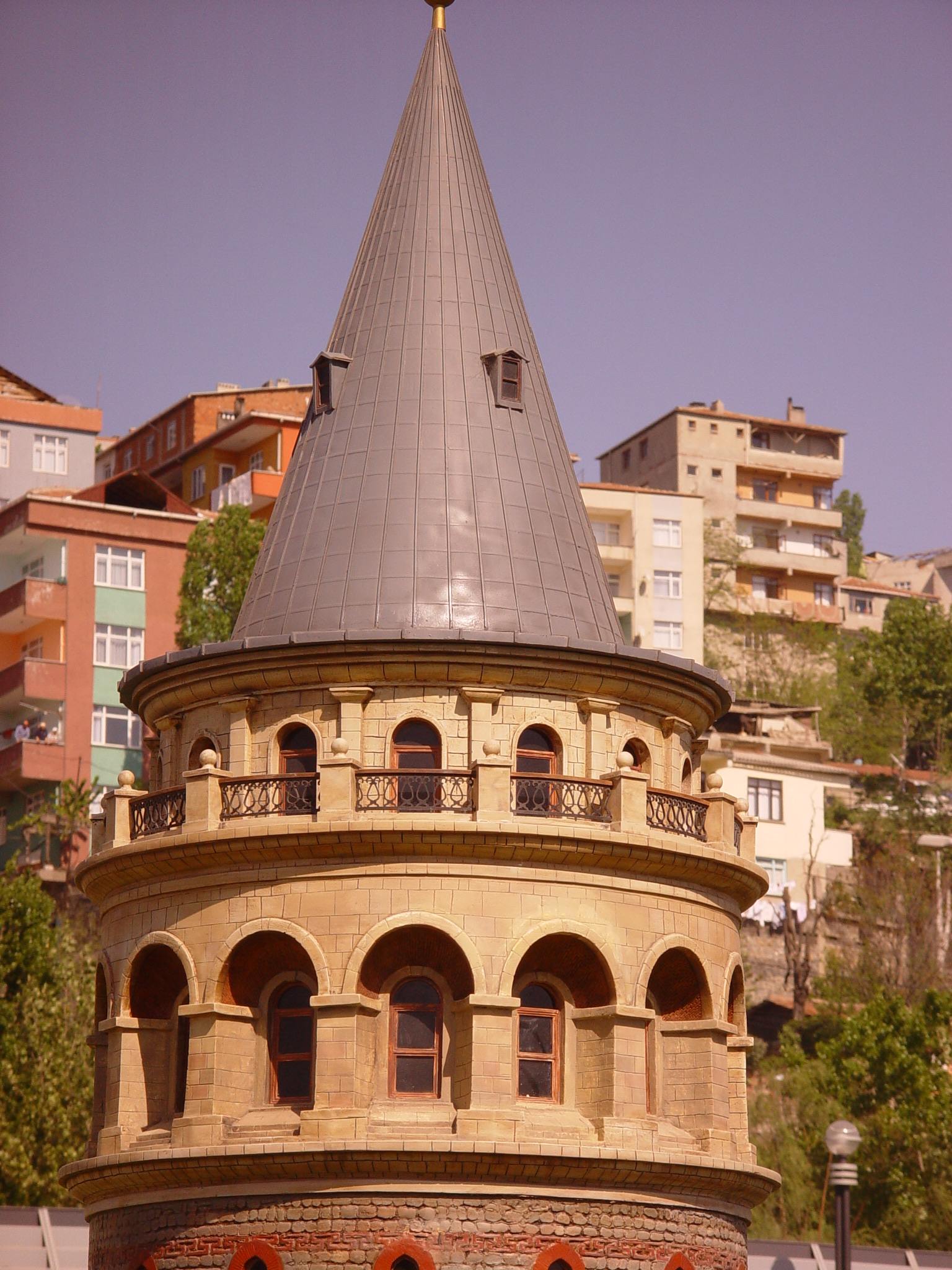
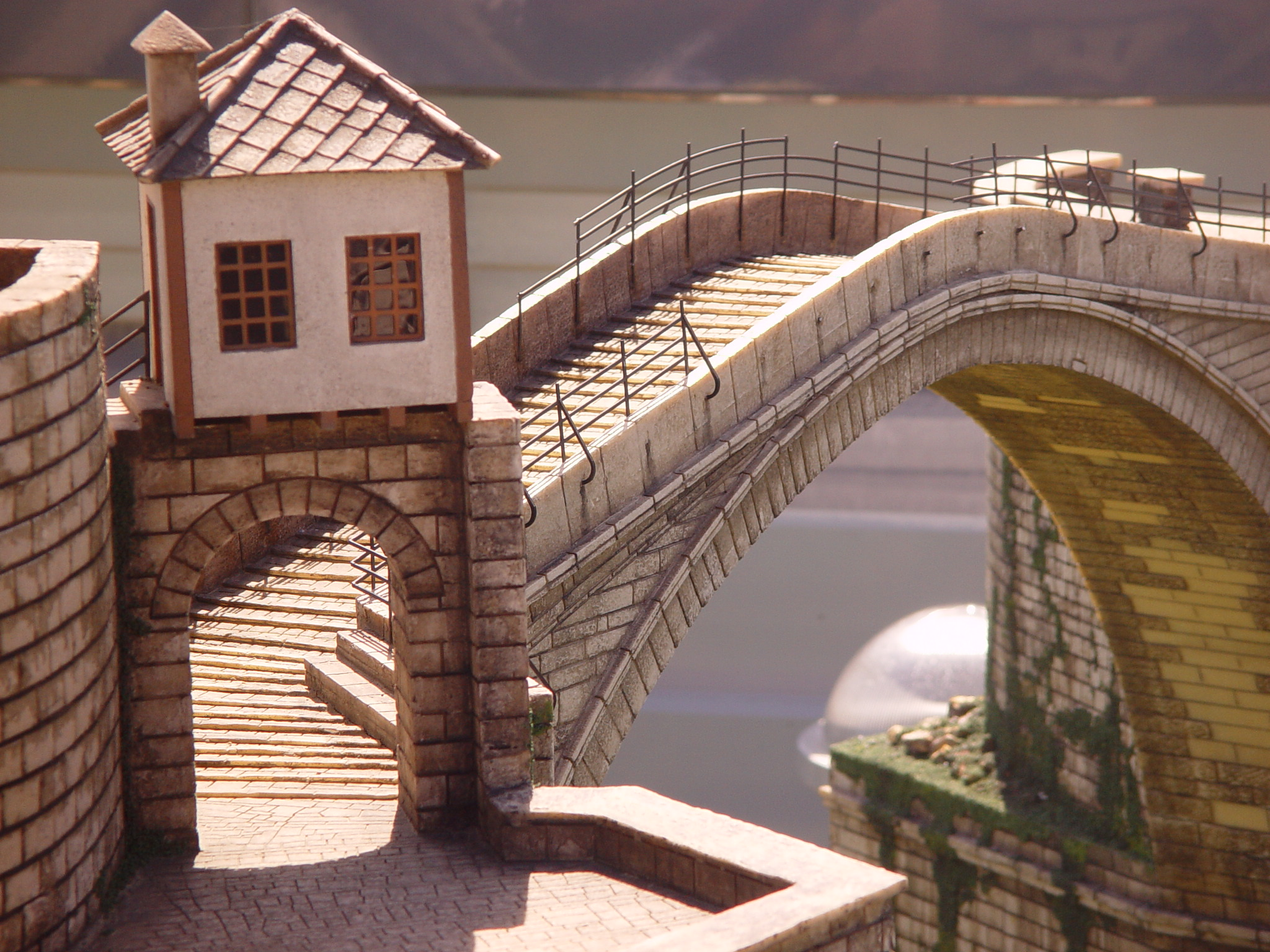
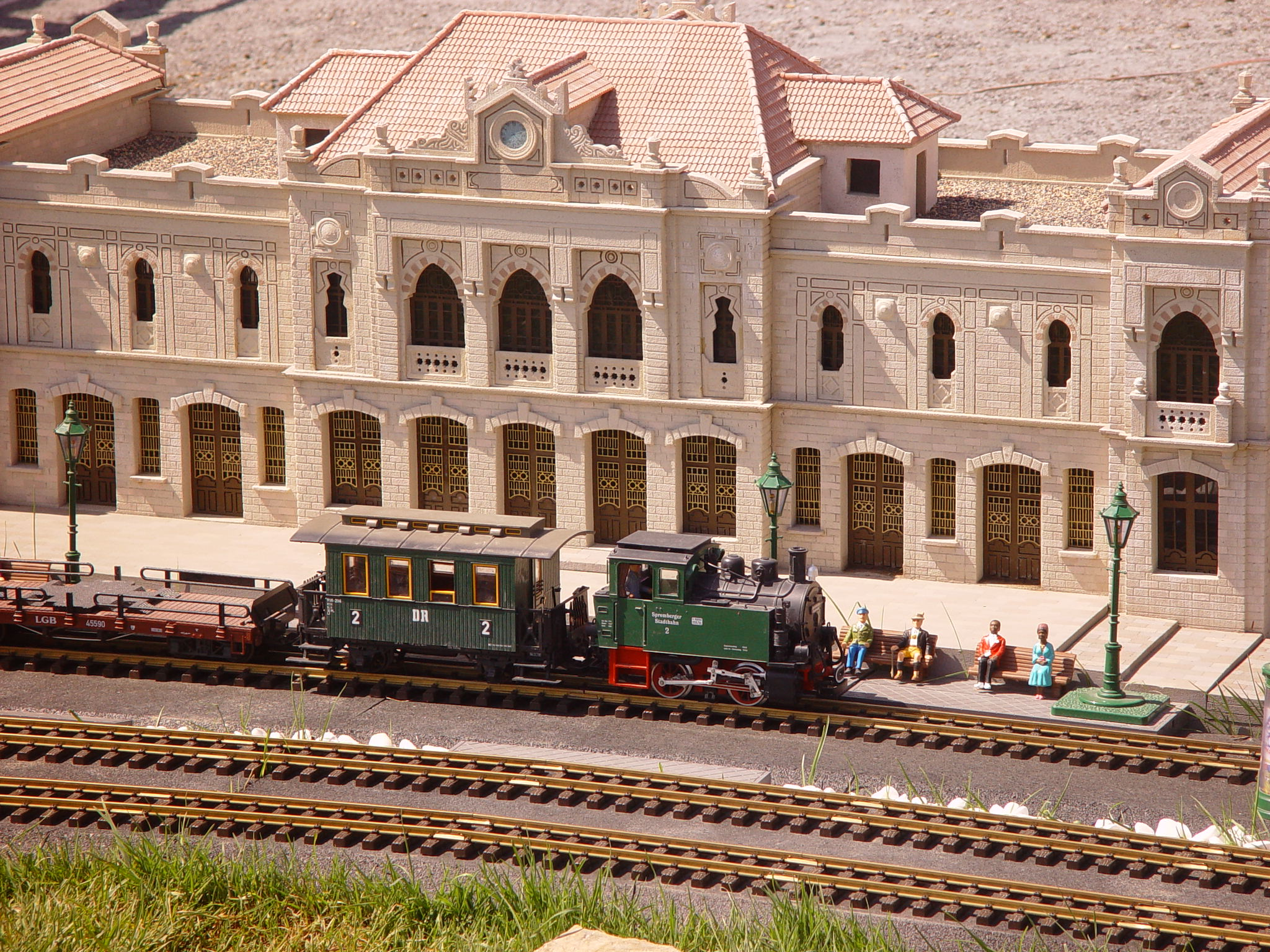
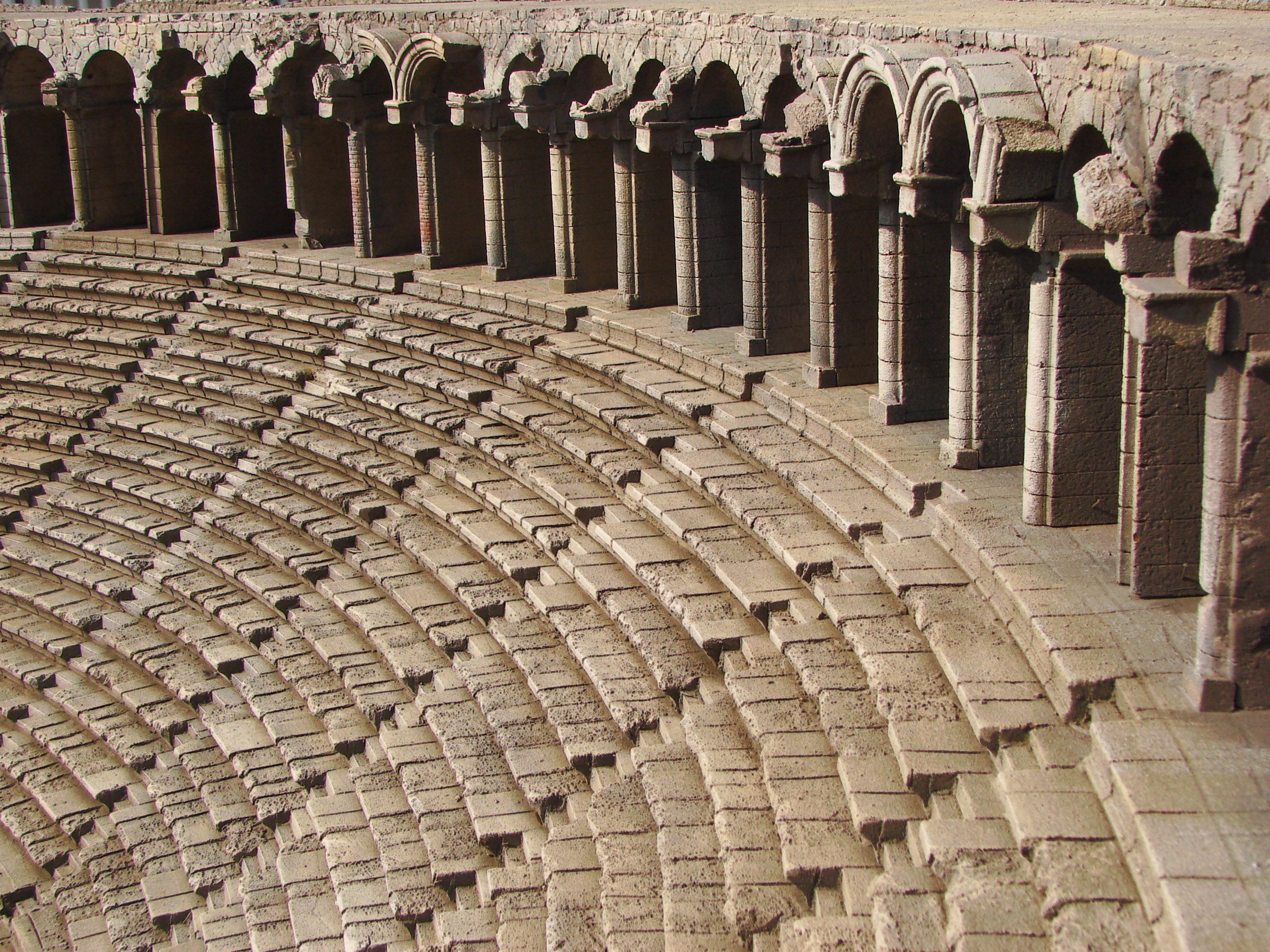